# Luis Jiménez de la Llave
Luis Jiménez de la Llave (Talavera de la Reina, 1823-Talavera de la Reina, 1905) fue un militar, anticuario, coleccionista e historiador español.

## Biografía
Nacido en 1823 en Talavera de la Reina, en el seno de una familia de militares, desde muy joven siguió la carrera militar en la Academia de Toledo. Interesado por los estudios históricos, las antigüedades y los monumentos históricos, además de coleccionista de joyas, consiguió reunir una colección de piedras, inscripciones, metales y curiosidades antiguas, contándose entre ellas un presunto sello anular de Recaredo, varias pistolas del general francés Dupont y un anteojo de campaña de lord Wellington. Jiménez de la Llave, que en 1860 fue nombrado miembro correspondiente de la Academia de la Historia, falleció el 13 de diciembre de 1905 en Talavera de la Reina.